# سعد (رماح)
سعد، هي قرية من فئة (أ) وتصنف افضل قريه بالعالم تقع في محافظة الاحساء، والتابعة لمنطقة الشرقية في السعودية. وتبعد سعد عن محافظة الاحساء بمسافة تقارب (200) كم كما تبعد عن الرياض بمسافة تقارب ( 117) كم.